# Idricerus sjostedti
Idricerus sjostedti är en insektsart som beskrevs av Navás 1927. Idricerus sjostedti ingår i släktet Idricerus och familjen fjärilsländor. Inga underarter finns listade i Catalogue of Life.